# Olli Huttunen
Olavi „Olli” Huttunen (ur. 4 sierpnia 1960 w Kajaani) – piłkarz fiński grający na pozycji bramkarza. W swojej karierze 61 razy zagrał w reprezentacji Finlandii.

## Kariera klubowa
Całą swoją karierę piłkarską Huttunen spędził w klubie FC Haka. W 1980 roku awansował do kadry pierwszego zespołu i wtedy też zadebiutował w jego barwach w pierwszej lidze fińskiej. Od 1980 roku był podstawowym bramkarzem Haki. Swój pierwszy sukces w karierze osiągnął w 1982 roku, gdy zdobył z Haką Puchar Finlandii. Za rok 1982 został wybrany Piłkarzem Roku w Finlandii. W 1984 roku ponownie był Najlepszym Piłkarzem w kraju. W latach 1985 i 1988 zdobył swoje dwa kolejne Puchary Finlandii. Z kolei w sezonie 1995 wywalczył pierwsze i jedyne mistrzostwo kraju w karierze. W Hace grał do końca 1995 roku. W barwach tego klubu rozegrał 402 ligowe mecze.
| Sezon | Klub    | Kraj      | Rozgrywki     | Mecze | Bramki |
| ----- | ------- | --------- | ------------- | ----- | ------ |
| 1978  | FC Haka | Finlandia | Veikkausliiga | 3     | 0      |
| 1979  | FC Haka | Finlandia | Veikkausliiga | 10    | 0      |
| 1980  | FC Haka | Finlandia | Veikkausliiga | 25    | 0      |
| 1981  | FC Haka | Finlandia | Veikkausliiga | 29    | 0      |
| 1982  | FC Haka | Finlandia | Veikkausliiga | 29    | 0      |
| 1983  | FC Haka | Finlandia | Veikkausliiga | 29    | 0      |
| 1984  | FC Haka | Finlandia | Veikkausliiga | 26    | 0      |
| 1985  | FC Haka | Finlandia | Veikkausliiga | 22    | 0      |
| 1986  | FC Haka | Finlandia | Veikkausliiga | 22    | 0      |
| 1987  | FC Haka | Finlandia | Veikkausliiga | 22    | 0      |
| 1988  | FC Haka | Finlandia | Veikkausliiga | 28    | 0      |
| 1989  | FC Haka | Finlandia | Veikkausliiga | 27    | 0      |
| 1990  | FC Haka | Finlandia | Veikkausliiga | 24    | 0      |
| 1991  | FC Haka | Finlandia | Veikkausliiga | 33    | 0      |
| 1992  | FC Haka | Finlandia | Veikkausliiga | 30    | 0      |
| 1993  | FC Haka | Finlandia | Veikkausliiga | 22    | 0      |
| 1994  | FC Haka | Finlandia | Veikkausliiga | 24    | 0      |
| 1995  | FC Haka | Finlandia | Veikkausliiga | 26    | 0      |

## Kariera reprezentacyjna
W reprezentacji Finlandii Huttunen zadebiutował 30 listopada 1980 roku w przegranym 0:3 towarzyskim spotkaniu z Boliwią. W swojej karierze grał w MŚ 1982, Euro 84, MŚ 1986, MŚ 1990 i Euro 92. Od 1980 do 1992 roku rozegrał w kadrze narodowej 61 meczów.

## Kariera trenerska
Po zakończeniu kariery Huttunen został trenerem. W latach 1998–2002 był asystentem w Hace, a w 2002 roku został pierwszym trenerem tego klubu. W 2002 roku Haka zdobyła Puchar Finlandii. W 2004 roku Huttunen doprowadził Hakę do wywalczenia mistrzostwa Finlandii, a w 2005 roku do zdobycia kolejnego krajowego pucharu. W Hace pracował do 2009 roku.
W 2010 roku Huttunen został selekcjonerem reprezentacji Finlandii. Na tym stanowisku zastąpił Stuarta Baxtera. Kadrę narodową poprowadził jedynie w listopadowym meczu eliminacji do Euro 2012 z San Marino (8:0).